# Musée Geelvinck-Hinlopen

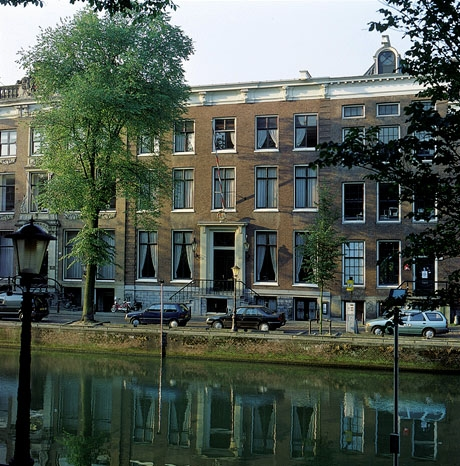
Musée Geelvinck Hinlopen Huis, vue à Herengracht

Le Musée Geelvinck Hinlopen Huis est un musée à Amsterdam, Keizersgracht 633.
La maison a été construite en 1687. C'est une maison dite double. La porte d'entrée se trouve au milieu ; il y a deux fenêtres à gauche et deux à droite de la porte.

## Historique
Les premiers propriétaires étaient Albert Geelvinck et sa femme, née Sara Hinlopen. Ils appartenaient tous les deux à des familles très riches. Le commerce et la navigation avaient rendu ces familles riches au cours de l'âge d'or au XVIIe siècle. Elles étaient associées à la Compagnie néerlandaise des Indes orientales et à la Compagnie néerlandaise de Indes occidentales. Le mariage était une alliance entre ces deux familles fortunées. Sur quelques tableaux de Gabriel Metsu, vous pouvez voir les membres de la famille Hinlopen. 

## Description

### Entrée
Au plafond est représenté le blason/l'écusson moitié Geelvinck, moitié Hinlopen. Le blason est original et a été appliqué pendant la construction de la maison. La tapisserie, d'après un carton de Michiel Coxcie, a été manufacturée à Bruxelles vers 1600.

### Bibliothèque
Le plafond est néo-classique et date d'environ 1875. Le plancher est en sapin. Les planches proviennent de bateaux condamnés. 

### Chambre rouge
Cette chambre date du XVIIIe siècle. Le style est rococo. Le plafond a été réparé et restauré. Cette chambre comporte des grandes fenêtres et des miroirs pour refléter la lumière des bougies. Il y a plusieurs tableaux : 
- Gillis d'Hondecoeter, Jésus guérit un aveugle (1608).
- Nature morte d'une coquille nautile, de Pieter de Ring (« ring » signifie bague ou anneau), signé d'une bague.
- Daniel Seghers

Un récipient/bol chinois de porcelaine caraque, nommé d'après les navires portugais « caraca ». C'était une sorte de porcelaine bon-marché, spécialement produite pour les Pays-Bas.

### Chambre bleue
C'est une ancienne salle à manger. Cette chambre a été entièrement restaurée dans le style Louis XVI. Il y a une fausse porte pour suggérer la symétrie. Un ensemble de cinq tentures peintes à la main (Egbert Van Drielst, 1788). L'horizon est bas. On voulait introduire la nature à l'intérieur de la maison. 
On peut admirer aussi une commode d'ébène, deux candélabres russes de verre fondu mélangé de bleu de cobalt.

### Chambre chinoise
L'ambiance dans cette chambre est définie par les tentures ornées à la rococo : coquilles, escargots, fleurs, oiseaux, légumes, fruits et chinoiserie. La toile (papier peint) vient probablement de Bruxelles, par Cornelis 't Kindt.